# Svitava (ort)
Svitava är en ort i Bosnien och Hercegovina.   Den ligger i entiteten Federationen Bosnien och Hercegovina, i den södra delen av landet, 100 km söder om huvudstaden Sarajevo. Svitava ligger 29 meter över havet och antalet invånare är 244.
Terrängen runt Svitava är huvudsakligen kuperad. Svitava ligger nere i en dal. Närmaste större samhälle är Čapljina, 15,7 km nordväst om Svitava. 
Omgivningarna runt Svitava är en mosaik av jordbruksmark och naturlig växtlighet. Runt Svitava är det ganska tätbefolkat, med 93 invånare per kvadratkilometer.